# Eidgenössisches Institut für Geistiges Eigentum

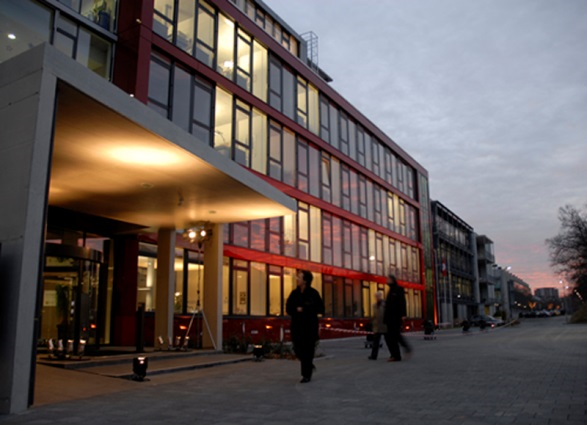
Gebäude des IGE an der Stauffacherstrasse in Bern

Das Eidgenössische Institut für Geistiges Eigentum (IGE) (französisch Institut Fédéral de la Propriété Intellectuelle, italienisch Istituto Federale della Proprietà Intellettuale, rätoromanisch Institut Federal da Proprietad Intellectuala, englisch Swiss Federal Institute of Intellectual Property) mit Sitz in Bern in der Schweiz  ist das Kompetenzzentrum der Schweizerischen Eidgenossenschaft für alle Fragen zu Patenten, Marken, Herkunftsbezeichnungen, Designschutz und Urheberrecht. Es gehört dem Eidgenössischen Justiz- und Polizeidepartement an. Seit seiner Umwandlung in eine öffentlich-rechtliche Anstalt des Bundes im Jahr 1996 verfügt es über eine eigene Rechtspersönlichkeit und ist vom Bundeshaushalt unabhängig. Das IGE zählt rund 320 Mitarbeitende (Juli 2022).

## Auftrag und Dienstleistungen
Die Aufgaben des IGE sind in einem eigenen Gesetz über Statut und Aufgaben des IGE festgelegt:
- Erteilung von Schutzrechten: Das IGE ist die schweizweit zuständige Behörde für Patent-, Marken- und Designanmeldungen und je nach Verfahren auch für internationale Anmeldungen. Es prüft die nationalen Gesuche, erteilt die Schutzrechte und verwaltet die entsprechenden Register. Sein offizielles Publikationsorgan für die Veröffentlichung der gewerblichen Schutztitel ist die Online-Datenbank Swissreg. Interessierte finden darin kostenlos Informationen aus den Schutzrechtsregistern und zu geschützten Topographien.
- Hoheitliche Informationsaufgabe: Das IGE informiert Wirtschaftsakteure, Bildungsanstalten und die Öffentlichkeit über die immaterialgüterrechtlichen Schutzsysteme und wie sie vorteilhaft genutzt werden können. Dazu bietet es unter anderem unter kmu.ige.ch eine spezifische Website für KMU und Einsteiger.
- Politikdienstleistungen: Das IGE bereitet die Gesetzgebung vor über Erfindungspatente, das Design, das Urheberrecht und verwandte Schutzrechte, die Topographien von Halbleitererzeugnissen, die Marken und Herkunftsangaben, öffentliche Wappen und andere öffentliche Kennzeichen sowie die übrigen Erlasse auf dem Gebiet des geistigen Eigentums. Es berät die Bundesbehörden und vertritt die Schweiz in allen Fragen des geistigen Eigentums in internationalen Organisationen und in Verhandlungen mit Drittstaaten.
- Freie (kommerzielle) Informations-Dienstleistungen: Unter dem Label ip-search führt das IGE auf der Grundlage des Privatrechts Patentrecherchen durch, vor allem Recherchen zum Stand der Technik, Recherchen zur Rechtsbeständigkeit (Einspruchsrecherchen), Patentverletzungsrecherchen (Freedom to Operate), sowie Strategische Patentanalysen. Bis Juni 2022 wurden auch Markenrecherchen durchgeführt. Informationen über Patente und Technologien sind eine wichtige Grundlage für unternehmerische Entscheidungen in den Bereichen Forschung und Entwicklung, Recht und Marketing.

## Angestellte
Direktoren
- 1888–1921 Friedrich Haller
- 1921–1935 Walter Kraft
- 1935–1962 Hans Morf
- 1962–1969 Joseph Voyame
- 1969–1975 Walter Stamm
- 1976–1985 Paul Brändli
- 1985–1989 Jean-Louis Comte
- 1989–2015 Roland Grossenbacher (* 1950)
- 2015–dato Catherine Chammartin

Technischer Experte

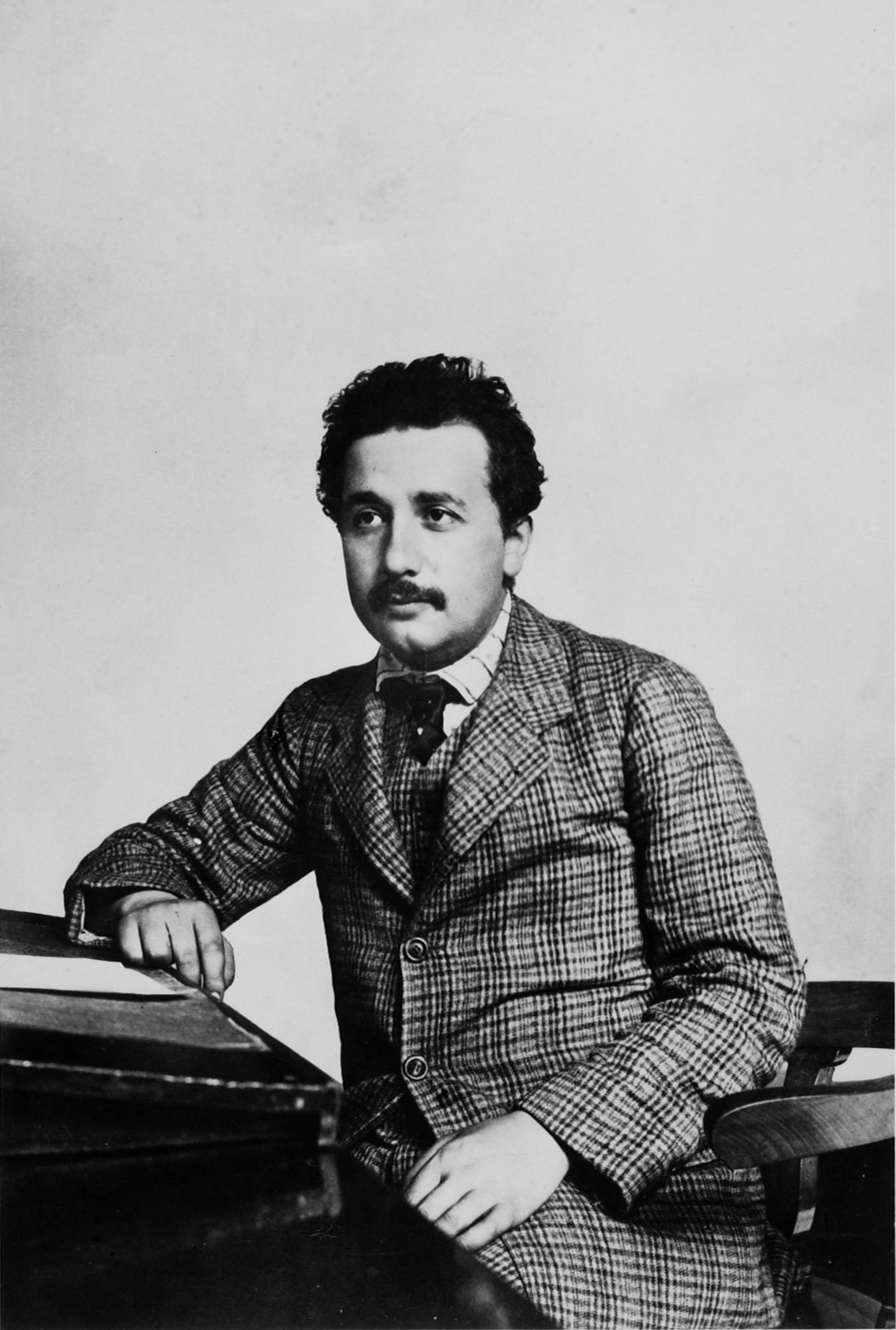
Albert Einstein im Patentamt

- 1902–1909 Albert Einstein (1879–1955)[2]

## Geschichte
Das Eidgenössische Amt für geistiges Eigentum hat am 15. November 1888 seine Tätigkeit aufgenommen. Im Zuge des neuen Verwaltungsorganisationsrechts wurde es 1978 in Bundesamt für geistiges Eigentum (BAGE) umbenannt. Am 1. Januar 1996 erhielt es den Status einer selbständigen öffentlich-rechtlichen Anstalt und wurde unter dem Namen Eidgenössisches Institut für Geistiges Eigentum (IGE) weitergeführt.